# Ammoides atlantica
Ammoides atlantica là một loài thực vật có hoa trong họ Hoa tán. Loài này được (Coss. & Durieu) H.Wolff mô tả khoa học đầu tiên năm 1927.